# Джурек, Скотт
Скотт Гордон Джурек (англ. Scott Gordon Jurek; 26 октября 1973, Проктор[уточнить], Миннесота) — американский ультрамарафонец, автор бестселлера «Ешь правильно, беги быстро» и мотивационный оратор. Джурек является одним из самых титулованных сверхмарафонцев в мире, он неоднократно выигрывал такие известные ультрамарафоны, как Хардрок 100 (2007), Бэдуотер (2005, 2006), Спартатлон (2006, 2007, 2008) и Вестерн Стейтс (1999—2005). В 2010 году на чемпионате мира по 24-часовому бегу в Брив-ла-Гайарде, Франция, Джурек взял серебро и установил американский рекорд, пробежав за сутки 266,677 км в среднем темпе 5 минут 25 секунд на километр. С 1999 года Скотт Джурек придерживается веганской диеты.

## Биография

### Ранние годы
Родившийся в Прокторе, штат Миннесота, Джурек является потомком польских эмигрантов. Родители — Линн (в девичестве — Свапински) и Гордон Джурек. Всё детство Скотт провёл в контакте с природой, занимаясь охотой, рыбалкой и пешим туризмом с родными. Скотт начал заниматься трейловым бегом, будучи ребёнком, но не бегал на длинные дистанции до старших классов, когда он стал заниматься кросс-тренировками в рамках подготовки к лыжным гонкам. Бег поначалу он ненавидел, но после нескольких летних сезонов трейлового бега с лыжными палками он увлёкся и этой дисциплиной. Соревнуясь с партнёром по тренировкам Дасти Олсеном, Скотт в 1994 году принимает участие в сверхамарафоне Minnesota Voyager 50 Mile, где занимает второе место при том, что до этого никогда даже на тренировках не пробегал марафонской дистанции. Позже Олсен участвует во многих гонках Джурека в роли пейсера.

### Образование
Скотт закончил Старшую Школу Проктора. После этого он учился в колледже Св. Схоластика в Дулуте, штат Миннесота, в котором он получил в 1996 году степень бакалавра в области наук о здоровье, а в 1998 году — степень магистра в области физиотерапии.

### Беговая карьера
Во время учёбы в колледже Джурек продолжает участвовать в Minnesota Voyager 50 Mile, повторно финишируя вторым в 1994 и 1995 годах. В 1996, 1997 и 1998 годах он выигрывает гонку, установив рекорд трассы 6:41.16. Закончив учёбу, он переезжает в Сиэтл, где начинает соревноваться на национальном уровне. В 1998 году он выигрывает сверхмарафоны Zane Grey Highline Trail 50 Mile Run и McKenzie River Trail Run 50K и занимает второе место в стомильном сверхмарафоне Анджелес Крест 100.
В 1999 году Скотт выигрывает ультрамарафон Вестерн Стейтс с первой же попытки, победив пятикратного чемпиона Тима Твитмайера. Впоследствии ещё шесть лет подряд он участвует в Вестерн Стейтс и побеждает. В 2004 году Джурек бьёт предыдущий рекорд, установленный в 1997 году на этой трассе Майком Мортоном, завершив гонку за 15 часов и 36 минут.
Помимо Вестерн Стейтс Джурек участвует в таких сверхмарафонах, как McDonald Forest 50K (1999), Bull Run Run 50 Mile (1999), Divide 50 Mile (2000, 2001, 2002, 2004), Diez Vista 50K (2000; рекорд трассы, а также 2003), Silvertip 50K (2002) и Мивоки 100 (2002, 2003, 2004). В 2004 году он завершает «Большую серию» («Grand Slam of Ultrarunning»), финишируя в течение одного сезона в четырёх сверхмарафонах: Вестерн Стейтс, Ледвилл 100 (в которой занял второе место), Вермонт 100 и Уосатч Фронт 100. В 2001 и 2002 годах в Гонконге он участвует в составе команды Team Montrail, которая выигрывает сверхмарафоны Oxfam Trailwalker 100K, оба года устанавливая рекорды трассы. В 2001 году в команду помимо Джурека входят Дейв Терри, Ян Торренс и Нэйт МакДауэлл. В 2002 году он снова бежит с МакДауэллом, а также с Брендоном Сибровски и Карлом Мельтцером. В 2003 году в Японии Джурек с командой побеждают в Hasegawa Cup Japan Mountain Endurance Run.
В 2005 году, всего через несколько недель после победы на Вестерн Стейтс, Джурек устанавливает новый рекорд трассы в сверхамарафоне Бэдуотер, считающийся одной из самых трудных трасс в мире. Джурек бежит Бэдуотер при температуре воздуха 49 °C, периодически останавливаясь и забираясь в морозильную камеру, которую везёт сопровождающая команда, чтобы справиться со страшным перегревом.
В 2006 году Джурек снова побеждает в Бэдуотере, а после этого в этом же сезоне проходит Спартатлон, 246 км между Афинами и Спартой в Греции, и одерживает свою первую из трёх побед в этой гонке. На 2016 год Джурек является единственным американцем, когда-либо побеждавшим в этой гонке, и удерживает два рекорда по скорости прохождения после другого титулованного «спартатлета», грека Яниса Куроса. В 2007 Скотт выигрывает горный сверхмарафон Хардрок 100, установив новый рекорд трассы.
Также в 2006 году Джурек отправляется в Мексику с группой бегунов-энтузиастов под предводительством Кристофера МакДугалла. Они добираются до удалённого Медного Каньона, в котором собираются принять участие в гонке с местными жителями — индейцами Тараумара. Джурек проигрывает гонку самому быстрому из тараумара, Арнульфо Кимаре, но через год возвращается, чтобы выиграть гонку. Соревнования в Медном Каньоне легли в основу книги Кристофера МакДугалла «Рождённый бежать», ставшей бестселлером и добавившей Джуреку популярности.
14 мая 2010 года в Брив-ла-Гайарде, Франция, Джурек устанавливает очередной рекорд — на этот раз по суточному бегу среди американцев, пробежав за 24 часа 165,7 миль (266 км). Этот результат приносит ему серебряную медаль и помогает американской команде взять бронзу в командном зачёте.
14 апреля 2014 года Джурек и Рики Гейтс становятся первыми североамериканцами, завершившими горный сверхмарафон Bob Graham Round в Великобритании менее чем за 24 часа.
В мае 2015 года Джурек совершает попытку побить рекорд прохождения Аппалачской тропы, туристического маршрута в восточной части США протяжённостью около 3500 км. Ему это удаётся, и он бьёт старый рекорд на три часа, пройдя маршрут за 46 дней, 11 часов и 20 минут. Празднование победы было омрачено тремя обвинениями от руководства Baxter State Park, в котором находился финиш дистанции. Дело в том, что в честь завершения маршрута Джурек с командой поддержки открыли шампанское. Смотрители парка обвинили Джурека в том, что его команда поддержки была слишком велика, что спортсмены незаконно пронесли и употребили алкоголь на территории парка, а также в том, что пролитое на землю шампанское можно считать «замусориванием» территории, что запрещено. Джурек ответил на все обвинения публично, и претензии о величине группы и замусоривании были сняты. За употребление алкоголя, нарушающего политику парка, Джуреку пришлось заплатить штраф в $500.

## Мировоззрение
Джурек является приверженцем идеи о пользе растительного питания для здоровья и часто упоминает о том, что его веганская диета — ключ к его превосходной физической форме и способности к быстрому восстановлению. Он перестал есть мясо в 1997 году и перешёл полностью на растительное питание в 1999 году, мотивированный верой в то, что тяжёлая нездоровая пища способствовала возникновению хронических болезней, которые он наблюдал у членов своей семьи и пациентов, с которыми он работал в качестве физиотерапевта.

Когда Джурек был маленьким, у его матери диагностировали рассеянный склероз. Её борьба с болезнью научила его проявлять упорство в трудных условиях, и Скотт называет именно память о матери главным источником сил в 24-часовой гонке во Франции.
Джурек известен своим беззаботным отношениям к гонкам. Он часто громко кричит на старте, перекатывается через финишную линию, изображает приёмы кунг-фу на станциях первой помощи в середине дистанции и тому подобное. По завершении гонки Джурек, как правило, остаётся у финишной черты, чтобы поддержать других финиширующих спортсменов.
В интервью газете «The New Yourk Times» Джурек заявил: «Хоть я и хочу побеждать, бег для меня — средство познания самого себя». Он верит, что бег на сверхмарафонские дистанции более сложен психологически, нежели физически. В 2012 году Скотт Джурек в соавторстве с писателем Стивом Фридманом выпускает автобиографическую книгу «Ешь правильно, беги быстро», в которой рассказал свою историю и дал ряд советов по беговым тренировкам и вегетарианскому питанию. Книга моментально стала бестселлером, дебютировав на седьмом месте в списке нон-фикшн книг «The New York Times», и впоследствии была переведена на двадцать языков.
Журнал «Ultrarunning Magazine» присваивал Джуреку звание «Североамериканский сверхмарафонец года» в 2003, 2004, 2005 и 2007 годах.

## Ешь правильно, беги быстро
«Ешь правильно, беги быстро. Правила жизни сверхмарафонца» (англ. Eat&Run: My Unlikely Journey to Ultramarathon Greatness) — автобиография Скотта Джурека 2012 года. Написана при участии Стива Фридмана. Книга была опубликована 5 июня 2012 американским издательством Houghton Mifflin Harcourt Она незамедлительно стала бестселлером New York Times, дебютировав на седьмом месте в разделе нон-фикшн в твердом переплете и оставалась в списке бестселлеров в течение следующего месяца. Была переведена на 20 языков.
Книга описывает детство Джурека в Миннесоте, его растущий интерес к спорту, семейную жизнь и карьеру. В ней также рассказывается о тех изменениях, которые произошли в его привычках питания, и как он окончательно перешел от обычного мясоедения через вегетарианство к веганству. Каждая глава заканчивается одним из его любимых веганских рецептов.

## Личная жизнь
Джурек живёт в Боулдере, штат Колорадо, со своей второй женой Дженни. Помимо бега он увлекается йогой, лыжами и пешим туризмом. Также Джурек является опытным поваром и любит готовить вегетарианские блюда, рецепты которых привозит из своих путешествий.

## Достижения
- Удерживал рекорд США в суточном беге (266,677 км) с 2010 по 2012.
- Выиграл Спартатлон, забег на дистанцию в 246 км от Афин до Спарты (Греция) три раза подряд (2006—2008).
- Выиграл Хардрок 100 (2007), и удерживал рекорд в течение года, пока в 2008 году его не превзошёл Кайл Скэггс.
- Выиграл Вестерн Стейтс семь раз подряд, и удерживал рекорд по времени (15:36:27 в 2004) до 2010
- Выиграл Бэдуотер дважды (2005, 2006), и удерживал рекорд два года.
- Финишировал трижды первым (2002—2004) и трижды вторым (2001, 2005, 2006) в Мивоки 100.
- Выиграл Leona Divide 50 Mile Run[фр.] четыре раза (2000, 2001, 2002, 2004).
- Вииграл Diez Vista 50K Trail Run дважды (2000, 2003).
- Выиграл Montrail Ultra Cup series дважды (2002, 2003).
- Журнал UltraRunning Magazine’s объявлял Джурека сверхмарафонцем года (среди североамериканских спортсменов-мужчин) в 2003, 2004, 2005 и 2007.
- Установил рекорд скорости по прохождению Аппалачской тропы (около 3500 км) за 46 дней, 8 часов и 7 минут в 2015.[20][21]

## Личные рекорды
- 100 миль по пересечённой местности (трейл): 15:36, Вестерн Стейтс 2004
- 100 км по шоссе: 7:28, GNC 100K 2001
- 50-мильный трейл: 6:21, Ice Age 50 Mile 1999
- 50 миль по шоссе: 5:50, GNC 2001
- 50 км трейл: 3:04, Bendistillery 50K 1999
- Марафон: 2:38, Austin Marathon[англ.] 2006